# Chất thải phóng xạ

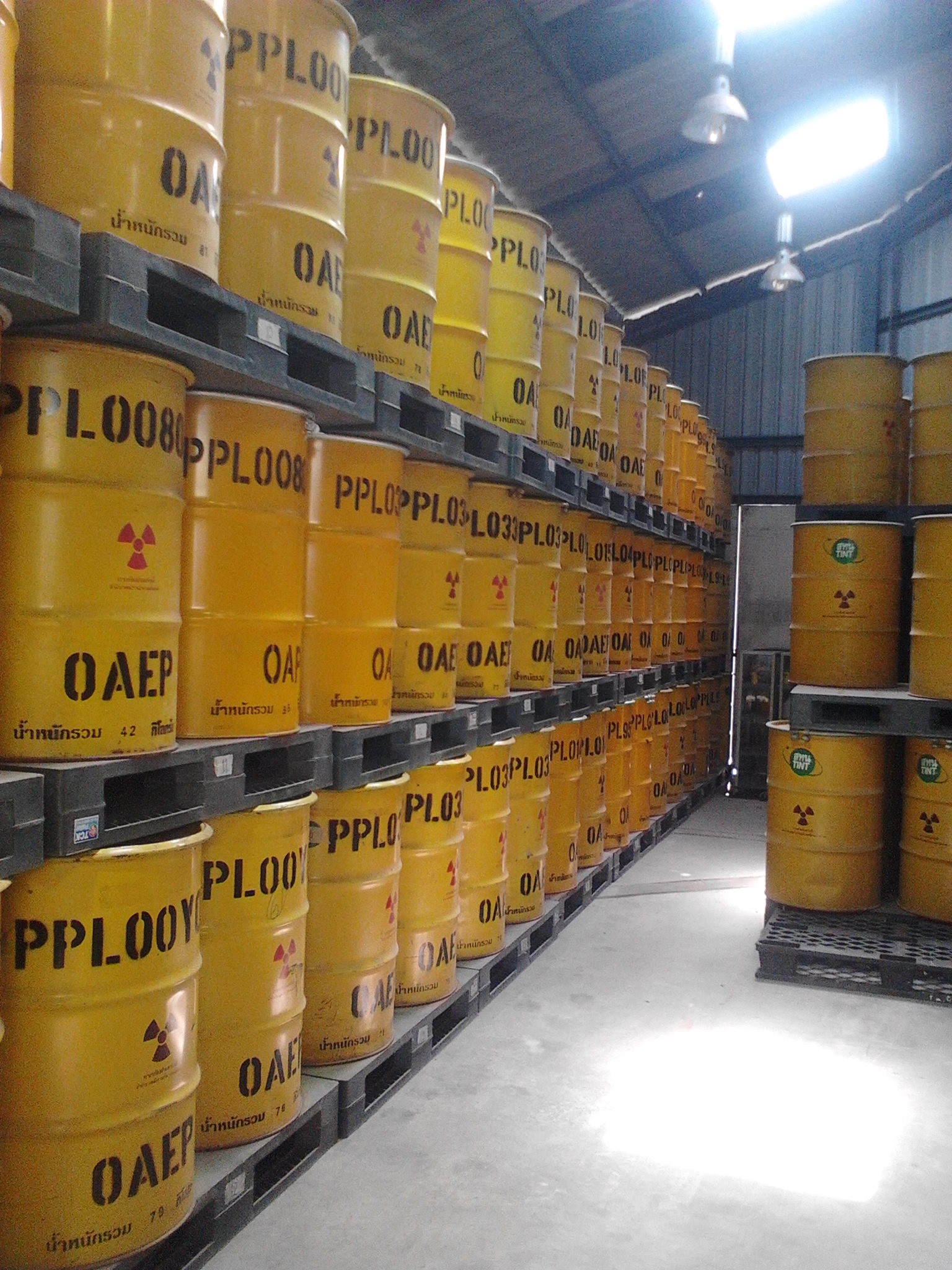
Những thùng chất thải phóng xạ cấp thấp của TINT

Chất thải phóng xạ là chất thải chứa vật liệu phóng xạ. Chất thải phóng xạ thường là sản phẩm phụ của việc sản xuất năng lượng hạt nhân, việc sử dụng phản ứng phân hạch hay công nghệ hạt nhân trong những ngành khác như nghiên cứu và y dược. Chất thải phóng xạ rất nguy hiểm với tất cả sinh vật và môi trường, và được kiểm soát bởi các cơ quan chính phủ nhằm bảo vệ sức khỏe con người và môi trường tự nhiên.
Chất phóng xạ phân rã dần theo thời gian nên chất thải phóng xạ cần phải được cô lập và chứa trong các cơ sở xử lý phù hợp trong thời gian đủ dài cho đến khi hết nguy hiểm. Khoảng thời gian đó phụ thuộc vào loại chất thải và các đồng vị phóng xạ. Hiện nay, những phương pháp quản lý chất thải phóng xạ là cách ly và trữ chất thải ngắn hạn, trữ gần bề mặt cho chất thải cấp thấp và một số chất thải trung gian, và chôn sâu hay phân chia / chuyển hóa đối với chất thải cấp cao.
Một bản tóm tắt lượng chất thải phóng xạ và các biện pháp quản lý chất thải phóng xạ của hầu hết các nước phát triển được xem xét và phê duyệt định kỳ theo như Công ước chung về An toàn Quản lý Nhiên liệu đã qua sử dụng và về An toàn Quản lý Chất thải phóng xạ của Cơ quan Năng lượng Nguyên tử Quốc tế (IAEA).

## Bản chất và ý nghĩa
Chất thải phóng xạ thường chứa một lượng hạt nhân phóng xạ: các nguyên tố ở trạng thái không bền phân rã, phát ra bức xạ ion hóa, có thể gây nguy hiểm cho con người và môi trường. Bức xạ của những đồng vị phóng xạ dạng và mức độ khác nhau, cũng như tồn tại trong những thời gian khác nhau.

### Vật lý
Tính phóng xạ của mọi chất thải phóng xạ yếu dần theo thời gian. Tất cả hạt nhân phóng xạ trong chất thải có chu kỳ bán rã—thời gian dể một nửa nguyên tử phân rã—và cuối cùng, tất cả chất thải phóng xạ phân rã thành những nguyên tố không phóng xạ (tức là, hạt nhân bền). Một số nguyên tố phóng xạ (như plutoni-239) sẽ mất hàng trăm ngàn năm để hết nguy hiểm với con người và những sinh vật khác. Những chất khác cần hàng triệu năm. Vì thế, những chất thải này phải được bảo vệ trong nhiều thế kỉ cách ly khỏi môi trường tự nhiên trong hàng ngàn năm. Theo quy luật của chu kỳ bán rã phóng xạ, tốc độ phân rã tỷ lệ nghịch với thời gian phân rã. Nói cách khác, bức xạ từ đồng vị dài hạn như iod-129 sẽ ít hơn nhiều so với một đồng xạ ngắn hạn như iod-131. Hai bảng bên cho thấy một số đồng vị phóng xạ phổ biến, chu kỳ bán rã, và hiệu suất phân hạch của chúng so với hiệu suất phân hạch của urani-235.
Năng lượng và dạng của bức xạ ion hóa phát ra bởi chất phóng xạ cũng đóng vai trò quan trọng trong việc xác định sự nguy hiểm của nó với con người. Tính chất hóa học của nguyên tố phóng xạ quyết định tính di động của hợp chất đó cũng như khả năng lan ra môi trường và đầu độc con người. Không chỉ thế, nhiều đồng vị phóng xạ không phân rã ngay thành dạng bền mà thành chất phóng xạ trong một chuỗi phân rã trước khi đạt được trạng thái bền.

### Dược động học
Tiếp xúc với chất thải phóng xạ có thể làm hại, thậm chí là chết. Với con người, một lượng 1 sievert có 5.5% nguy cơ gây ung thư, và các cơ quan quản lý cho rằng nguy cơ này tỉ lệ với liều lượng ngay cả với liều lượng thấp. Bức xạ ion hóa có thể xóa các đoạn mã trong nhiễm sắc thể. Một sinh vật đang phát triển như bào thai bị chiếu xạ có thể gây nên bất thường bẩm sinh, nhưng nhiều khả năng bất thường này nằm trong giao tử. Những đột biến do chiếu xạ ở người không nhiều, cũng như ở hầu hết động vật có vú, nhờ có các cơ chế sửa chữa tế bào mà trong số đó có những cơ chế chỉ mới được phát hiện. Chúng bao gồm sửa chữa DNA, RNA thông tin và protein, cũng như tiêu thể tiêu hóa nội bào những protein hỏng, thậm chí là tế bào tự chết
Tùy vào dạng phân rã và cách thức và tốc độ mà cơ thể xử lý nó, mối nguy hại do tiếp xúc với bức xạ của một hạt nhân phóng xạ sẽ thay đổi. Ví dụ, Iod-131 có tuổi thọ ngắn và phóng xạ beta và tia gamma, nhưng vì tập trung ở tuyến giáp, nó có thể nguy hiểm hơn là Caesi-137 do Cs-137 tan được trong nước nên được bài tiết ra ngoài bằng nước tiểu. Tương tự, các Actini phân rã alpha và radi được coi là cực độc do chúng có thời gian bán thải rất dài và bức xạ của chúng có hệ số RBE cao, gây ra tác động lớn cho các mô. Chính vì sự khác biệt ấy, cách xác định chấn thương về mặt sinh học rất khác nhau tùy vào hạt nhân phóng xạ, thời gian chiếu xạ
và đôi khi là bản chất của hợp chất hóa học chứa hạt nhân phóng xạ.

### Chu trình nhiên liệu hạt nhân

#### Giai đoạn đầu
Chất thải từ giai đoạn đầu trong chu trình nhiên liệu hạt nhân thường là chất thải phóng xạ alpha từ việc khai thác urani, thường chứa Radi và sản phẩm phân rã của Radi.
Urani dioxide (UO2) đậm đặc từ các mỏ có tính phóng xạ gấp hàng ngàn lần đá hoa cương dùng trong xây dựng. Nó được tinh chế từ Urania (U3O8), rồi được biến đổi thành khí urani hexafluorua (UF6). UF6 trải qua quá trình làm giàu urani để tăng lượng U-235 từ 0.7% đến khoảng 4.4% (LEU). Sau đó được biến thành oxit gốm cứng (UO2) để tạo nên nhiên liệu của lò phản ứng.
Sản phẩm phụ chính của quá trình làm giàu Urani là Urani nghèo (DU), chủ yếu gồm đồng vị U-238, với tỉ lệ U-235 khoảng 0.3%. Nó được chứa trong UF6 hoặc U3O8. Khối lượng riêng cực kỳ cao của nó có một số ứng dụng như đan chống tăng, và thậm chí là sống thuyền buồm ít nhất một lần. Nó cũng được dùng với plutoni để làm MOX (nhiên liệu oxit hỗn hợp) và để pha loãng (làm nghèo) Urani được làm giàu có nguồn gốc từ vũ khí, để được chuyển hướng làm nhiên liệu cho lò phản ứng.

#### Giai đoạn cuối
Giai đoạn cuối của chu trình nhiên liệu hạt nhân, phần lớn là nhiên liệu hạt nhân đã qua sử dụng, chứa sản phẩm phân hạch phát ra bức xạ beta và gamma, actini phóng xạ hạt alpha như urani-234 (chu kỳ bán rã 245 ngàn năm), neptuni-237 (2.144 triệu năm), plutoni-238 (87.7 năm) và americi-241 (432 năm), thậm chí là chất phát xạ neutron như californi (chu kỳ bán rã 898 năm đối với Cf-251). Những đồng vị này được hình thành trong các lò phản ứng hạt nhân.
Cần phải phân biệt giữa việc xử lý urani để sản xuất nhiên liệu và việc tái chế nhiên liệu đã qua sử dụng. Nhiên liệu đã qua sử dụng chứa sản phẩm phân hạch có tính phóng xạ cao (xem chất thải cấp cao ở dưới), trong đó có nhiều sản phẩm hấp thụ neutron, gọi là chất độc neutron. Ngay cả khi loại bỏ các thanh điều khiển, chúng vẫn sẽ hấp thụ neutron nhiều đến một mức nhất định khi phản ứng dây chuyền ngừng lại. Khi ấy nhiên liệu trong lò phản ứng phải được thay thế bằng nhiên liệu mới, tuy rằng lượng urani-235 và plutoni vẫn còn đáng kể. Tại Mỹ, nhiên liệu đã qua sử dụng này thường được "chứa", trong khi ở những nước như Nga, Anh, Pháp, Nhật Bản và Ấn Độ, nó được tái chế để loại bỏ các sản phẩm phân hạch rồi được tái sử dụng. Sản phẩm phân hạch ấy là một dạng đậm đặc của chất thải cấp cao, cũng như những hóa chất được dùng trong quá trình xử lý.

#### Thành phần nhiên liệu và tính phóng xạ lâu dài

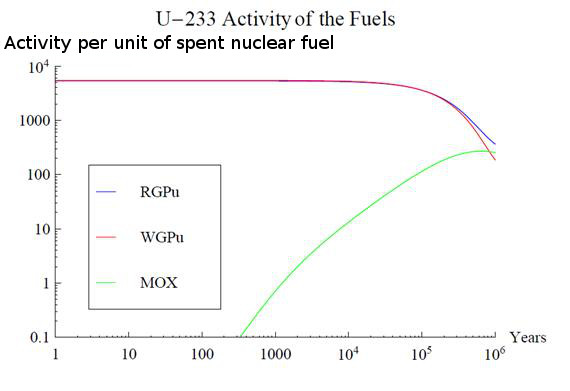
cường độ phóng xạ của U-233 trong ba loại nhiên liệu. Với MOX, lượng U-233 tăng trong 650 ngàn năm đầu do sự phân rã của Np-237 tạo ra trong lò phản ứng bởi sự hấp thụ neutron của U-235.

Tổng cường độ phóng xạ của ba loại nhiên liệu. Trong vùng 1 ta có phóng xạ của hạt nhân tuổi thọ ngắn, vùng 2 là Sr-90 và Cs-137, và vùng 3 là Np-237 cùng U-233.

Việc sử dụng nhiều loại nhiên liệu trong lò phản ứng hạt nhân tạo ra thành phần các loại nhiên liệu hạt nhân đã qua sử dụng (NLĐQSD) khác nhau, với mức độ phóng xạ theo thời gian khác nhau.
Chất thải phóng xạ tuổi thọ cao từ giai đoạn cuối của chu trình nhiên liệu ảnh hưởng đến việc quản lý chất thải cho NLĐQSD. Đối với phân rã phóng xạ dài hạn, các Actini có trong NLĐQSD đóng vai trò quan trọng do chúng có chu kỳ bán rã dài đặc trưng. Tùy vào nhiên liệu dùng trong lò phản ứng hạt nhân, thành phần Actini trong NLĐQSD sẽ có sự khác biệt.
Một ví dụ là việc sử dụng thori làm nhiên liệu hạt nhân. Th-232 là một kim loại giàu có thể trải qua một phản ứng bắt neutron và hai phân rã beta trừ để tạo thành kim loại phân hạch U-233. Do đó, NLĐQSD của chu trình có thori sẽ chứa U-233. Sự phân rã của nó tác động lớn đến đường mức độ phóng xạ dài hạn của NLĐQSD trong khoảng một triệu năm. So sánh giữa cường độ phóng xạ của U-233 cho ba loại NLĐQSD được biểu diễn trong biểu đồ bên phải. Nhiên liệu được dùng là thori cùng plutoni lò phản ứng (RGPu), thori cùng plutoni vũ khí (WGPu) và nhiên liệu oxit hỗn hợp (MOX, không có thori). Với RGPu và WGPu, có thể thấy lượng U-233 ban đầu và phân rã trong khoảng một triệu năm. Điều này ảnh hưởng đến tổng mức độ phóng xạ của ba loại nhiên liệu. Sự vắng mặt của U-233 và các sản phẩm phụ của nó trong nhiên liệu MOX dẫn đến cường độ phóng xạ thấp hơn trong vùng 3 của đồ thị dưới, trong khi các đường biểu diễn RGPu và WGPu cao hơn do vẫn còn U-233 không phân rã hết. Việc tái chế hạt nhân có thể loại bỏ các Actini từ NLĐQSD để sử dụng hoặc phá hủy (xem Sản phẩm phân hạch tuổi thọ cao).

#### Lo ngại về phổ biến vũ khí hạt nhân
Vì urani và plutoni là vật liệu cho vũ khí hạt nhân, nhiều người lo ngại về sự phổ biến của chúng. Plutoni thường là (trong nhiên liệu đã qua sử dụng) plutoni lò phản ứng. Plutoni-239, rất thích hợp cho vũ khí hạt nhân, chứa một lượng lớn tạp chất không mong muốn như: plutoni-240, plutoni-241, and plutoni-238. Rất khó để tách chiết những đồng vị này, và có những cách ít tốn kém hơn để thu được vật liệu phân hạch (ví dụ như, làm giàu urani hay các lò phản ứng sản xuất plutoni chuyên dụng).
Chất thải cấp cao chứa rất nhiều sản phẩm phân hạch có tính phóng xạ cao, hầu hết có tuổi thọ tương đối ngắn. Điều này dấy lên lo ngại rằng nếu chất thải được lưu trữ, có thể là trong kho địa chất sâu, qua nhiều năm sản phẩm phân hạch phân rã, làm giảm tính phóng xạ của chất thải khiến plutoni dễ tiếp cận hơn. Tạp chất Pu-240 phân rã nhanh hơn Pu-239, làm chất lượng của vật liệu tăng dần theo thời gian (trong khi số lượng của nó giảm theo thời gian). Vì thế, một số ý kiến cho rằng, khi thời gian trôi, những khu vực lưu trữ có nguy cơ trở thành "mỏ plutoni", từ đó vật liệu cho vũ khí hạt nhân có thể thu được tương đối dễ dàng. Những ý kiến phản bác chỉ ra rằng việc thu hồi vật liệu có ích từ những kho lưu trữ được đóng kín khó đến mức những phương pháp khác còn đáng xem xét hơn. Cụ thể, nhiệt độ (80 độ C với đá ở xung quanh) và tính phóng xạ cao khiến việc khai thác những kho lưu trữ này đặc biệt khó khăn, còn các phương pháp làm giàu tốn nhiền tiền bạc.
Pu-239 phân rã thành U-235 có chu kỳ bán rã rất dài (khoảng 109 năm) và phù hợp để dùng trong vũ khí hạt nhân. Tuy nhiên, các lò phản ứng hiện đại làm giàu U-235 tương đối vừa phải so với U-238, nên U-238 đóng vai trò là chất biến tính cho U-235 được tạo ra do plutoni phẫn rã.
Một giải pháp là tái chế plutoni để làm nhiên liệu, như trong lò phản ứng neutron nhanh. Trong các lò phản ứng nhanh tích hợp, phần plutoni và urani riêng biệt chứa tạp chất là các Actini và không thể dùng làm vũ khí hạt nhân.

### Tháo dỡ vũ khí hạt nhân
Chất thải từ việc tháo dỡ vũ khí hạt nhân hiếm khi chứa phóng xạ beta hay gamma ngoại trừ triti và americi. Nhiều khả năng nó chỉ có các actini phóng xạ alpha như Pu-239, một vật liệu phân hạch dùng trong bom nguyên tử, cùng một số vật liệu với cường độ phóng xạ cao hơn nhiều như Pu-238 hay Po.
Trong quá khứ tác nhân kích hoạt neutron cho bom nguyên tử thường là beryli và một chất phóng xạ alpha mạnh như poloni; có thể thay thế poloni với Pu-238. Vì lý do quốc phòng, thiết kế chi tiết của bom nguyên tử hiện đại thường không được công bố rộng rãi. Một số loại bom có thể có máy phát nhiệt điện hạt nhân phóng xạ dùng Pu-238 làm nguồn cấp điện lâu dài cho các thiết bị điện tử khác.
Nhiều khả năng là vật liệu phân hạch của một quả bom cũ cần tân trang sẽ chứa sản phẩm phân rã của những đồng vị của plutoni dùng trong nó, có thể gồm gồm U-236 từ Pu-240 lẫn tạp chất, cùng với U-235 từ sự phân rã của Pu-239. Do các đồng vị Pu này có chu kỳ bán rã tương đối dài, các chất thải do vật liệu trong quả bom phân rã là rất ít, và chắc chắn, ít nguy hiểm hơn nhiều (thậm chí về cường độ phóng xạ) so với chính Pu-239.
Phân rã beta của Pu-241 tạo thành Am-241; sự gia tăng americi có thể nghiêm trọng hơn là sự phân rã của Pu-239 và Pu-240 do americi là một chất phóng xạ gamma (tăng sự phơi nhiễm bên ngoài với con người) và phóng xạ alpha làm tăng nhiệt. Có một số cách để tách plutoni khỏi americi; bao gồm các quy trình nhiệt độ cao và tách chiết bằng dung môi nước/hữu cơ. Quy trình PUREX (Tách chiết oxy hóa khử Plutoni và Urani) thu gọn có thể dùng cho việc phân tách này. Urani trong tự nhiên không phân hạch được do nó chứa 99.3% U-238 và chỉ 0.7% là U-235.

### Chất thải tàn dư
Bắt nguồn từ các hoạt động trong ngành công nghiệp radi, khai thác urani, và các chương trình quân sự trong quá khứ, nhiều khu vực hiện nay bị nhiễm xạ. Chỉ riêng nước Mỹ, Bộ Năng lượng (DOE) khẳng định có "hàng triệu gallon chất thải phóng xạ", "hàng ngàn tấn nhiên liệu hạt nhân đã qua sử dụng và vật liệu" cũng như "một lượng lớn đất và nước bị ô nhiễm." Mặc dù lượng chất thải rất lớn, Bộ Năng lượng đã đặt mục tiêu làm sạch tất cả những nơi bị ô nhiễm trước năm 2025. Ví dụ, trung tâm sản xuất nguyên liệu Fernald, bang Ohio có "31 triệu pound sản phẩm urani", "2.5 tỉ pound chất thải", "2.75 triệu yard khối đất và mảnh vụn nhiễm xạ", và một phần rộng "223 acre của Tầng ngậm nước Miami Lớn có mức urani vượt quá tiêu chuẩn uống được." Hoa Kỳ có ít nhất 108 địa điểm được cho là bị nhiễm xạ và không thể sử dụng, nhiều nơi rộng hàng ngàn mẫu Anh. DOE mong muốn sẽ làm sạch hoặc giảm thiểu phần lớn hoặc tất cả trước 2025, sử dụng một số phương pháp hiện đại như geomelting, tuy nhiên sẽ rất khó khăn và phải thừa nhận một số nơi không thể được phục hồi. Trong số 108 địa điểm này, Phòng thí nghiệm Quốc gia Oak Ridge, có ít nhất "167 nơi rò rỉ chất phóng xạ" tại một trong ba phân khu của khu vực rộng 37.000 mẫu Anh (150 km2) này. Một số địa điểm có đặc điểm đơn giản hơn và việc dọn dẹp đã được DOE hoàn thành, hoặc ít nhất là đóng cửa những khu vực đó.

### Y tế
Chất thải y tế phóng xạ thường chứa các chất phóng xạ beta và tia gamma và thường là chất thải cấp thấp. Trong chẩn đoán y tế hạt nhân một số chất phóng xạ gamma ngắn hạn như tecneti-99m được sử dụng. Có thể loại bỏ phần lớn chất này bằng cách để nó phân rã trong thời gian ngắn trước khi xử lý như chất thải thông thường. Các đồng vị khác được dùng trong y dược, với chu kỳ bán rã trong ngoặc đơn, gồm:
- Y-90, dùng để chữa lymphoma (2.7 ngày)
- I-131, dùng trong các bài kiểm tra chức năng tuyến giáp và chữa trị ung thư tuyến giáp (8.0 ngày)
- Sr-89, dùng để chữa trị ung thư xương và liệu pháp tiêm tĩnh mạch (52 ngày)
- Ir-192, dùng trong cận xạ trị (74 ngày)
- Co-60, dùng trong cận xạ trị và xạ trị (5.3 năm)
- Cs-137, dùng trong cận xạ trị và xạ trị (30 năm)

### Công nghiệp
Chất thải có nguồn gốc công nghiệp có thể chứa chất phóng xạ alpha, beta, neutron hoặc gamma. Phóng xạ gamma được dùng trong X quang còn chất phát xạ neutron được dùng trong nhiều lĩnh vực như thăm dò giếng dầu.

### Vật liệu phóng xạ tự nhiên

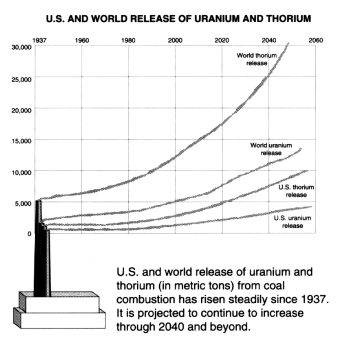
Lượng đồng vị phóng xạ urani và thori thải ra mỗi năm từ việc đốt than, được Phòng thí nghiệm Quốc gia Oak Ridge dự đoán sẽ tăng đến 2.9 triệu tấn trong giai đoạn 1937–2040, với lượng than đốt xấp xỉ 637 tỉ tấn trên toàn thế giới.

Các chất có chứa phóng xạ tự nhiên được gọi là NORM. Sau khi quá trình xử lý của con người phơi nhiễm hoặc tích tụ tính phóng xạ (như khai thác mỏ đưa than lên mặt đất hay đốt than tạo ra tro cô đặc), chúng trở thành chất phóng xạ tự nhiên được công nghệ tăng cường (TENORM). Rất nhiều chất thải loại này là chất phát xạ hạt alpha từ các chuỗi phẫn rã của urani và thori. Nguồn phóng xạ chính trong cơ thể con người là kali-40 (40K), vào khoảng 17 mg trong cơ thể và thu vào 0.4 mg mỗi ngày. Hầu hết các loại đá, tùy vào thành phần, có mức độ phóng xạ thấp. Thường nằm trong khoảng 1 milisievert (mSv) đến 13 mSv mỗi năm tùy vị trí, phơi nhiễm phóng xạ trung bình vào mức 2.0 mSv trên đầu người mỗi năm. Lượng phóng xạ này chiếm phần lớn lượng phóng xạ con người thường thu nhận (với sự phơi nhiễm trung bình mỗi năm từ những nguồn khác khoảng 0.6 mSv theo các xét nghiệm y tế, 0.4 mSv từ các tia vũ trụ, 0.005 mSv từ tàn dư các cuộc thử nghiệm hạt nhân trong khí quyển trong quá khứ, 0.005 mSv từ phơi nhiễm công việc, 0.002 mSv từ thảm họa Chernobyl, và 0.0002 mSv từ chu trình nhiên liệu hạt nhân).
TENORM không được kiểm soát hạn chế bằng chất thải lò phản ứng hạt nhân, tuy nhiên nguy cơ phóng xạ của những vật liệu này là tương đương.

#### Than
Than chứa một lượng nhỏ chất phóng xạ như urani, bari, thori và kali, nhưng, trong trường hợp than nguyên chất, nồng độ trung bình của những chất này ít hơn nhiều so với trong vỏ Trái Đất. Địa tầng xung quanh, nếu là đá phiến sét hay đá bùn, thường chứa nhiều phóng xạ hơn trung bình cũng như thành phần tro của than. Do khó cháy, những chất khoáng có cường độ phóng xạ cao tập trung nhiều trong tro bay. Tính phóng xạ của tro bay xấp xỉ bằng với đá phiến sét và nhỏ hơn đá phosphat, nhưng lại nguy hiểm hơn do một lượng nhỏ tro bay trong không khí có thể bị con người hít vào. Theo báo cáo của Hội đồng Quốc gia về Bảo vệ và Đo lường Phóng xạ Hoa Kỳ, phơi nhiễm dân số từ nhà máy điện 1000-MWe vào khoảng 490 rem-người/năm đối với nhà máy điện than, gấp hơn 100 lần so với mức 4,8 rem-người/năm của nhà máy điện hạt nhân. (Liều phơi nhiễm từ chu trình nhiên liệu hạt nhân là 136 rem-người/năm; con số tương ứng cho việc sử dụng than từ khi khai thác đến lúc bỏ đi "có lẽ là ẩn số".)

#### Dầu khí
Chất thải từ ngành công nghiệp dầu và khí thường chứa radi và các sản phẩm phân rã của nó. Cặn sulphat từ mỏ dầu có thể chứa một lượng lớn radi, trong khi nước, dầu và khí từ giếng dầu thường chứa radon. Radon phân rã thành các chất rắn phóng xạ tạo nên lớp phủ trong lòng đường ống dẫn. Trong các nhà máy lọc dầu, khu vực xử lý propan thường bị nhiễm phóng xạ nhiều hơn do radon có nhiệt độ sôi gần với propan.

## Phân loại
Việc phân loại chất thải phóng xạ có sự khác biệt giữa các nước. Tiêu chuẩn An toàn Chất thải Phóng xạ (RADWASS), được xuất bản bởi Cơ quan Năng lượng Nguyên tử Quốc tế (IAEA) cũng đóng một phần quan trọng.

### Đuôi quặng cối xay

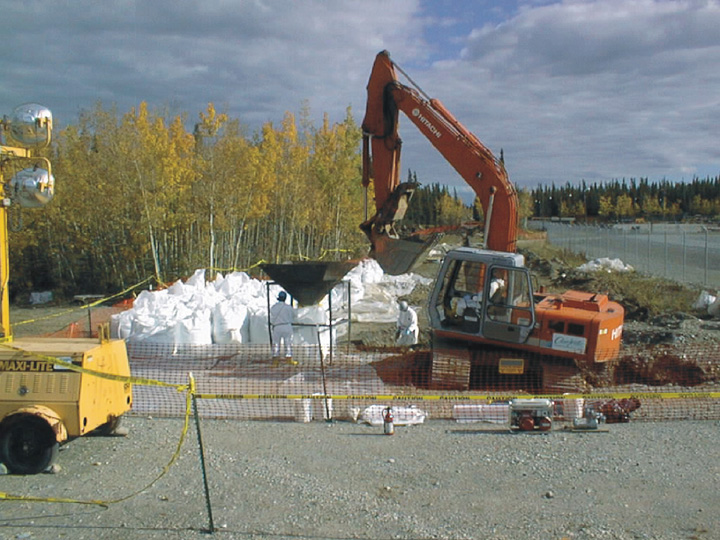
Loại bỏ chất thải cấp rất thấp

Đuôi quặng urano là sản phẩm phụ bỏ đi còn sót lại sau quá trình xử lý thô quặng urani. Cường độ phóng xạ của chúng không quá cao. Đuôi quặng cối xay đôi khi còn được gọi là chất thải 11(e)2, xuất phát từ số phần định nghĩa nó trong Đạo luật Năng lượng Nguyên tử 1946. Đuôi quặng urani cũng chứa kim loại nặng nguy hiểm hóa học như chì và asen. Những gò đuôi quặng rộng lớn hiện diện ở nhiều địa điểm khai thác cũ, nhất là ở các bang Colorado, New Mexico, và Utah của Hoa Kỳ.
Tuy đuôi quặng urani không có tính phóng xạ cao, chúng có chu kỳ bán rã dài. Chúng thường chứa radi, thori và dấu vết của urani.

### Chất thải cấp thấp
Chất thải cấp thấp (LLW) được tạo ra từ bệnh viện và công nghiệp, cũng như chu trình nhiên liệu hạt nhân. Chất thải cấp thấp bao gồm giấy, vải vụn, dụng cụ, quần áo, và những vật liệu khác chứa một lượng nhỏ chất phóng xạ tuổi thọ ngắn. Những vật có nguồn gốc từ một khu vực nhiễm xạ thường được phân loại là LLW, một biện pháp phòng ngừa ngay cả khi có ít khả năng nó bị nhiễm chất phóng xạ. LLW như thế thường có tính phóng xạ không cao hơn những vật xuất phát từ khu vực không nhiễm xạ. Một số ví dụ của chất thải cấp thấp như giẻ lau, cây lau, ống, xác động vật thí nghiệm, vân vân.
Một số LLW có mức phóng xạ cao cần được bảo vệ khi xử lý và vận chuyển, tuy nhiên hầu hết LLW đều thích hợp để chôn gần bề mặt. Để giảm kích thước, người ta thường ép chặt hoặc đốt nó trước khi chôn. LLW được chia thành bốn cấp: cấp A, cấp B, cấp C, và cao hơn cấp C.

### Chất thải cấp trung bình

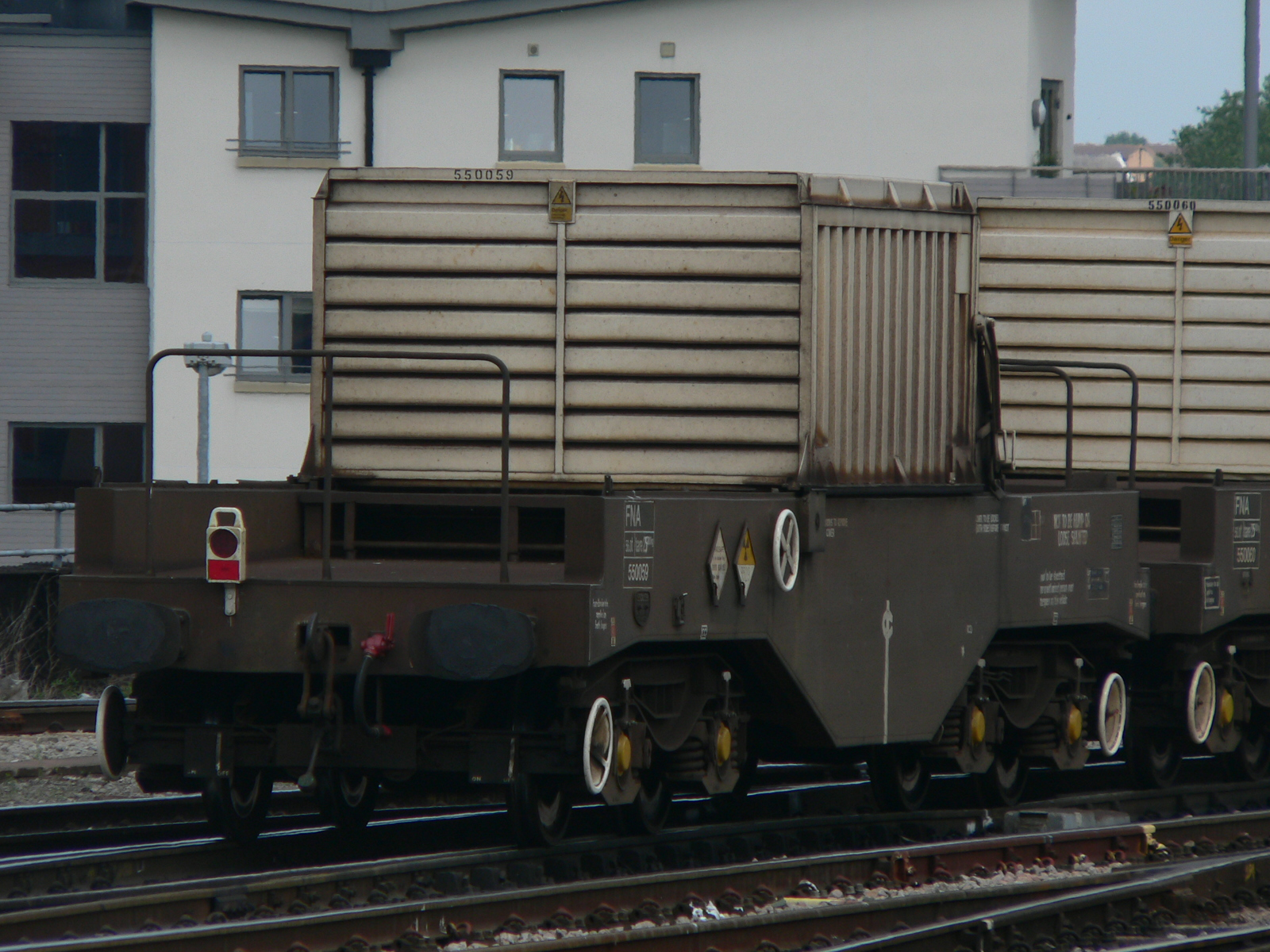
Bình chứa nhiên liệu đã qua sử dụng được vận chuyển bằng được sắt ở Anh. Mỗi bình có vỏ thép dày 360 mm và nặng hơn 50 tấn

Chất thải cấp trung bình (ILW) chứa lượng phóng xạ lớn hơn và thường là cần ngăn cách, nhưng không cần làm lạnh. Chất thải cấp trung bình gồm nhựa cây, nước thải và vỏ che nhiên liệu hạt nhân kim loại, cũng như vật liệu bị nhiễm xạ trong việc tháo dỡ lò phản ứng hạt nhân. Chúng có thể được làm đông lại trong bê tông hay xi măng để vứt bỏ. Thông thường, chất thải ngắn ngày (chủ yếu là các chất không phải nhiên liệu từ lò phản ứng) thường được chôn ở gần mặt đất, còn chất thải tuổi thọ cao hơn (từ nhiên liệu và xử lý nhiên liệu) được để ở kho địa chất. Luật pháp Hoa Kỳ không định nghĩa loại chất thải này, cụm từ này chỉ được dùng ở châu Âu và những khu vực khác.

### Chất thải cấp cao
Chất thải cấp cao (HLW) được sản sinh ra từ lò phản ứng. Định nghĩa chính xác của chất thải cấp cao không thống nhất trên toàn thế giới. Sau khi một thanh nhiên liệu hoàn tất một chu trình nhiên liệu và được lấy ra khỏi lõi, nó được xem là chất thải cấp cao. Thanh nhiên liệu có chứa sản phẩm phân hạch và các nguyên tố siêu urani được tạo ra trong lõi lò phản ứng. Nhiên liệu đã dùng này có cường độ phóng xạ cao và thường rất nóng, đồng thời chiếm 95 phần trăm tổng lượng phóng xạ tạo ra từ quá trình sản xuất điện hạt nhân. Lượng HLW trên toàn cầu hiện đang tăng khoảng 12.000 tấn mỗi năm, tương đương 100 chiếc xe buýt hai tầng hay một tòa nhà hai tầng với diện tích bằng một sân bóng đá. Một nhà máy điện hạt nhân công suất 1000 MW tạo ra khoảng 27 tấn nhiên liệu hạt nhân đã qua sử dụng (không được tái xử lý) mỗi năm. Năm 2010, có xấp xỉ 250.000 tấn HLW, không tính lượng chất thải rò rỉ ra môi trường do tai nạn hay thử nghiệm. Nhật Bản ước tính có 17.000 tấn HLW được lưu giữ năm 2015. HLW đã được vận chuyển sang những nước khác để chứa hoặc xử lý, và trong một số trường hợp, được mang về làm nhiên liệu mới.
Chất thải phóng xạ từ thanh nhiên liệu đã dùng chủ yếu chứa Caesi-137 và stronti-90, nhưng cũng có khả năng chứa plutoni, có thể coi là chất thải siêu urani. Chu kỳ bán rã của những nguyên tố phóng xạ này có thể chênh lệch rất lớn. Một số nguyên tố, như Caesi-137 và stronti-90, có chu kỳ bán rã khoảng 30 năm. Trong khi đó, chu kỳ bán rã của plutoni có thể dài đến 24.000 năm.
Tranh cãi xung quang việc quản lý chất thải cấp cao đã hạn chế sự phát triển của năng lượng hạt nhân trên toàn cầu. Hầu hết các nhà khoa học đồng ý rằng giải pháp lâu dài tốt nhất là chôn sâu địa chất, dưới mỏ hoặc lỗ khoan. Tuy nhiên, gần sáu thập kỷ kể từ khi năng lượng hạt nhân trong thương mại xuất hiện, chưa một chính phủ nào làm được một hầm chôn chất thải dân sự hạt nhân cấp cao, tuy rằng Phần Lan đã hoàn thành một phần việc xây dựng cơ sở như thế, kho nhiên liệu hạt nhân đã qua sử dụng Onkalo. Dù việc tái xử lý hay tái chế năng lượng hạt nhân đã qua sử dùng khả thi và đang được nghiên cứu, nó vẫn thải ra chất phóng xạ và không phải là một giải pháp trọn vẹn, nhưng vẫn có thể giảm lượng chất thải một cách đáng kể và hiện có nhiều dự án như thế trên toàn cầu. Chôn sâu địa chất hiện vẫn là cách duy nhất để xử lý trọn vẹn chất thải hạt nhân cấp cao. Chiến dịch Morris hiện là điểm lưu trữ chất thải phóng xạ cấp cao duy nhất ở Hoa Kỳ.

### Chất thải siêu urani
Chất thải siêu urani (CTSU) là một phân loại chất thải được dùng ở Hoa Kỳ. Luật pháp Mỹ định nghĩa CTSU là chất thải có chứa hạt nhân siêu urani phóng xạ hạt alpha với chu kỳ bán rã dài hơn 20 năm và độ đậm đặc lớn hơn 100 nCi/g (3.7 MBq/kg), không bao gồm chất thải cấp cao. Các nguyên tố với số hiệu nguyên tử lớn hơn urani được gọi là nguyên tố siêu urani. Vì chu kỳ bán rã của chúng rất dài, CTSU được xử lý cẩn thận hơn so với chất thải cấp thấp hay trung bình. Tại Mỹ, nó có nguồn gốc chủ yếu từ việc sản xuất vũ khí hạt nhân, bao gồm quần áo, dụng cụ, giẻ lau, chất cặn, mảnh vụn và những vật khác chứa một lượng nhỏ chất phóng xạ (chủ yếu là plutoni).
Theo quy định, chất thải siêu urani được phân thành "xử lý gần" (CH) và "xử lý từ xa" (RH) dựa trên cường độ liều lượng phóng xạ đo trên bề mặt vật chứa chất thải. CTSU CH có lượng phóng xạ bề mặt không quá 200 mrem trên giờ (2 mSv/h), trong khi với CTSU RH con số này trên 200 mrem/h (2 mSv/h). Mỹ hiện vứt bỏ CTSU do các cơ sở quân sự tạo ra tại Nhà máy Thí điểm Cô lập Chất thải (WIPP) ở New Mexico. Các nước khác không phân loại chất thải này mà dùng biến thể của hệ thống chất thải theo cấp.

## Phòng ngừa
Trên lý thuyết, một cách để giảm lượng chất thải là cho dừng các lò phản ứng hiện giờ bằng lò phản ứng thế hệ thứ tư, tạo ra ít chất thải hơn trên lượng năng lượng sản xuất. Có lò phản ứng nhanh có thể tiêu thụ một phần chất thải hiện có. Năm 2014, Cơ quan tháo dỡ hạt nhân (NDA) của Anh đưa ra tuyên bố lập trường về tiến độ quản lý plutoni, tóm tắt những kết luận của nghiên cứu do NDA cùng chính phủ Anh thực hiện.

## Quản lý

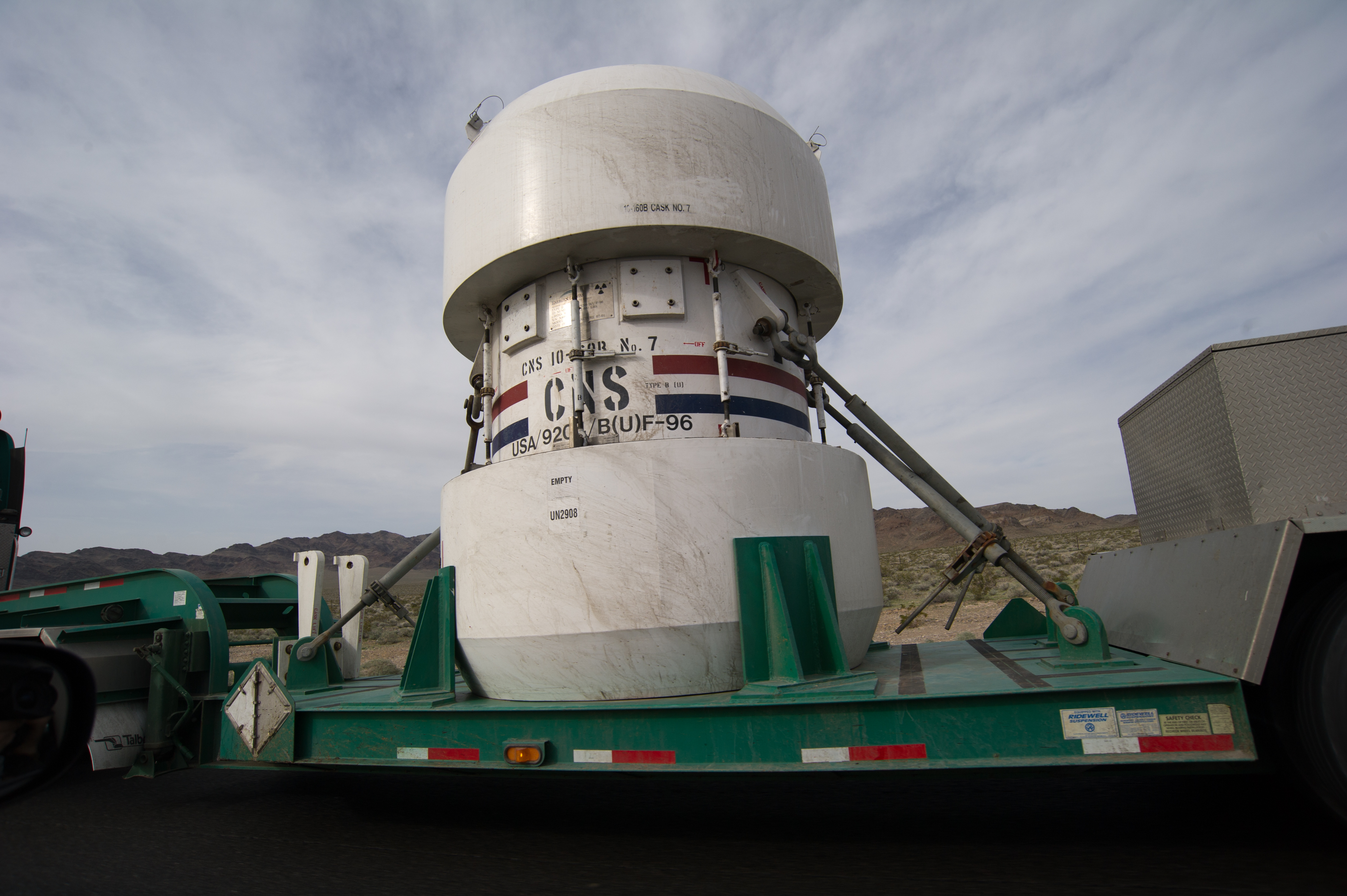
Thừng chứa hiện đại cho chất thải hạt nhân cấp trung bình đến cao

Được các nhà khoa học quan tâm đặc biệt là hai sản phẩm phân hạch tuổi thọ cao, Tc-99 (chu kỳ bán rã 220.000 năm) và I-129 (chu kỳ bán rã 15.7 triệu năm), là chất phóng xạ chủ yếu trong nhiên liệu đã qua sử dụng sau vài ngàn năm. Những nguyên tố siêu urani gây nhiều phiền phức nhất là Np-237 (chu kỳ bán rã hai triệu năm) và Pu-239 (chu kỳ bán rã 24.000 năm). Chất thải hạt nhân phải được xử lý và quản lý rất cẩn thận để tránh tiếp xúc với sinh quyển. Điều này cần việc xử lý và chiến lược quản lý lâu dài gồm lưu trữ, phế bỏ hay biến đổi chất thải trở nên vô hại. Chính phủ nhiều quốc gia đang xem xét nhiều phương thức quản lý và loại bỏ chất thải, tuy nhiên không có nhiều tiến bộ trong việc quản lý chất thải dài hạn.

Vào nửa sau của thế kỷ 20, một số cách vứt bỏ chất thải hạt nhân được nghiên cứu bởi các cường quốc hạt nhân, gồm:
- "Lưu trữ dài hạn trên mặt đất", không được thực hiện.
- "Để ngoài không gian" (ví dụ, trong Mặt trời), không được thực hiện - do hiện quá đắt đỏ.
- "Để vào lỗ khoan sâu", không được thực hiện.
- "Nung đá", not implemented.
- "Để ở các khu vực hút chìm", không được thực hiện.
- "Để dưới biển", được Liên Xô, Anh,[49] Thụy Sỹ, Hoa Kỳ, Bỉ, Pháp, Hà Lan, Nhật Bản, Thụy Điển, Nga, Đức, Ý và Hàn Quốc. (1954–93) Điều này đã bị luật pháp quốc tế cấm.
- "Để ở dưới đáy đại dương", không được thực hiện, không được thỏa thuận quốc tế chấp thuận.
- "Để trong băng", Hiệp ước châu Nam Cực cấm
- "Phun trực tiếp", được Liên Xô và Mỹ sử dụng.

Ở Mỹ, chính sách quản lý chất thải hoàn toàn bị phá vỡ với việc ngừng thi công, hoàn thành Kho chứa chất thải hạt nhân núi Yucca. Hiện tại có 70 nhà máy điện hạt nhân giữ nhiên liệu đã qua sử dụng. Ủy ban A Blue Ribbon do Tổng thống Obama chỉ định nghiên cứu các giải pháp khác trong tương lai, và kho chứa địa chất sâu có vẻ được ủng hộ.

### Xử lý sơ bộ

#### Thủy tinh hóa
Lưu giữ chất thải lâu dài cần ổn định chất thải để nó không phản ứng hay phân hủy trong thời gian dài. Trên lý thuyết, một cách để thực hiện điều đó là thủy tinh hóa. Hiện nay, tại Sellafield, chất thải cấp cao (sản phẩm tinh lọc của chu trình đầu tiên của PUREX) được trộn với đường và được nung vôi, quá trình dẫn chất thải qua một ống xoay tròn được đun nóng. Mục đích của việc này là làm bốc hơi hơi nước tron chất thải và khử nitrat từ sản phẩm phân hạch, làm tăng sự ổn định của thủy tinh tạo thành.
Sản phẩm tạo thành liên tục được đưa vào một lò nung cảm ứng cùng những mảnh thủy tinh vỡ. Thủy tinh được tạo ra với các chất thải gắn chặt vào cấu trúc ma trận tinh thể của nó khi đông cứng lại. Dưới dạng nóng chảy, chất này được đổ vào các bình chứa hình trụ tròn làm bằng thép không gỉ. Khi nguội, chất lỏng này hóa rắn ("thủy tinh hóa") và trở thành thủy tinh có tính chống nước cao.
Sau khi đổ đầy bình chứa, một con dấu được hàn lên nắp bình. Bình được rửa sạch và sau khi kiểm tra sự nhiễm xạ ở bên ngoài, chiếc bình thép được đem đi lưu trữ, thường là trong một kho dưới lòng đất. Theo đó, chất thải được dự đoán là sẽ bất động trong hàng ngàn năm.
Thủy tinh trong các bình chứa thường là một hợp chất đen bóng. Đường được thêm vào để kiểm soát lượng rutheni và ngăn chặn sự hình thành của hợp chất dễ bay hơi RuO4 có chứa các đồng vị phóng xạ của rutheni. Ở phương Tây, thủy tinh được dùng thường là thủy tinh borosilicat (tương tự Pyrex), trong khi ở khối Xô Viết cũ hay sử dụng thủy tinh phosphat. Lượng sản phẩm phân hạch trong thủy tinh phải nằm trong giới hạn vì một số (palladi, các kim loại khác trong nhóm Pt, và teluride) có thể hình thành dạng kim loại tách khỏi thủy tinh. Thủy tinh hóa hàng loạt sử dụng điện cực để làm nóng chảy chất thải để được chôn dưới lòng đất. Tại Đức một nhày máy thủy tinh hóa đang hoạt động, xử lý chất thải từ một nhà máy thí điểm tái chế nhỏ đã đóng cửa.

#### Trao đổi ion
Chất thải phóng xạ cấp trung bình trong ngành công nghiệp hạt nhân thường được xử lý bằng trao đổi ion hoặc các phương pháp khác để tập trung lượng phóng xạ vào một chỗ. Lượng lớn chất thải còn lại ít phóng xạ hơn thường được xử lý rồi thải bỏ. Ví dụ, có thể dùng khối sắt hydroxide để loại bỏ kim loại phóng xạ khỏi dung dịch hỗn hợp. Sau khi những đồng vị phóng xạ này được hấp thụ vào sắt hydroxide, sản phẩm được đặt trong một cái trống kim loại trước khi được trộn với xi măng để tạo thành dạng chất thải rắn. Để có được chất lượng lâu dài (độ ổn định cơ học) tốt hơn, chúng có thể là hỗn hộp gồm tro bay hoặc xỉ lò cao, và xi măng Portland, thay vì xi măng thông thường (làm từ xi măng Portland, sỏi và cát).

#### Synroc
Synroc (đá tổng hợp) của Úc là một cách thức tinh vi hơn để xử lý chất thải, và quy trình này có thể được dùng trong thương mại cho chất thải dân sự (hiện đang phát triển cho chất thải của quân đội Mỹ). Synroc được phát minh bởi Giáo sư Ted Ringwood (một nhà địa hóa học) tại Đại học Quốc gia Úc. Synroc chứa pyrochlore và khoáng chất dạng cryptomelane. Synroc nguyên gốc (Synroc C) được thiết kế cho chất thải lỏng cấp cao (sản phẩm tinh lọc của PUREX) từ lò phản ứng nước nhẹ. Các khoáng chất chính trong Synroc là hollandit (BaAl2Ti6O16), zirconolit (CaZrTi2O7) và perovskit (CaTiO3). Zirconolit và perovskit là nơi giữ các actini; stronti và bari sẽ được giữ trong perovskit, còn Caesi được giữ trong hollandit.

### Quản lý dài hạn
Khoảng thời gian được xem xét trong việc xử lý chất thải hạt nhân vào khoảng từ 10.000 đến 1.000.000 năm, dựa trên các nghiên cứu về tác động của các liều phóng xạ.
Các nhà nghiên cứu cho rằng những chẩn đoán về tác hại lên sức khỏe trong khoảng thời gian đó cần phải được xem xét nghiêm túc.
 Những nghiên cứu thực tế chỉ xét đến 100 năm khi có kế hoạch hiệu quả và đánh giá chi phí. Hoạt động dài hạn của chất thải phóng xạ vẫn đang là chủ đề của nhiều dự án nghiên cứu.

#### Thải bỏ trên mặt đất
Kho chứa khô thường có: đưa chất thải từ bể nhiên liệu đã qua sử dụng và đóng dấu (cùng với một khí trơ) trong một bình thép và được đặt trong một trụ bê tông để chắn phóng xạ. Đây là một phương pháp khá tiết kiệm có thể được thực hiện tại một cơ sở trung tâm hoặc cạnh lò phản ứng. Chất thải có thể dễ dàng lấy ra để tái xử lý.

#### Thải bỏ địa chất

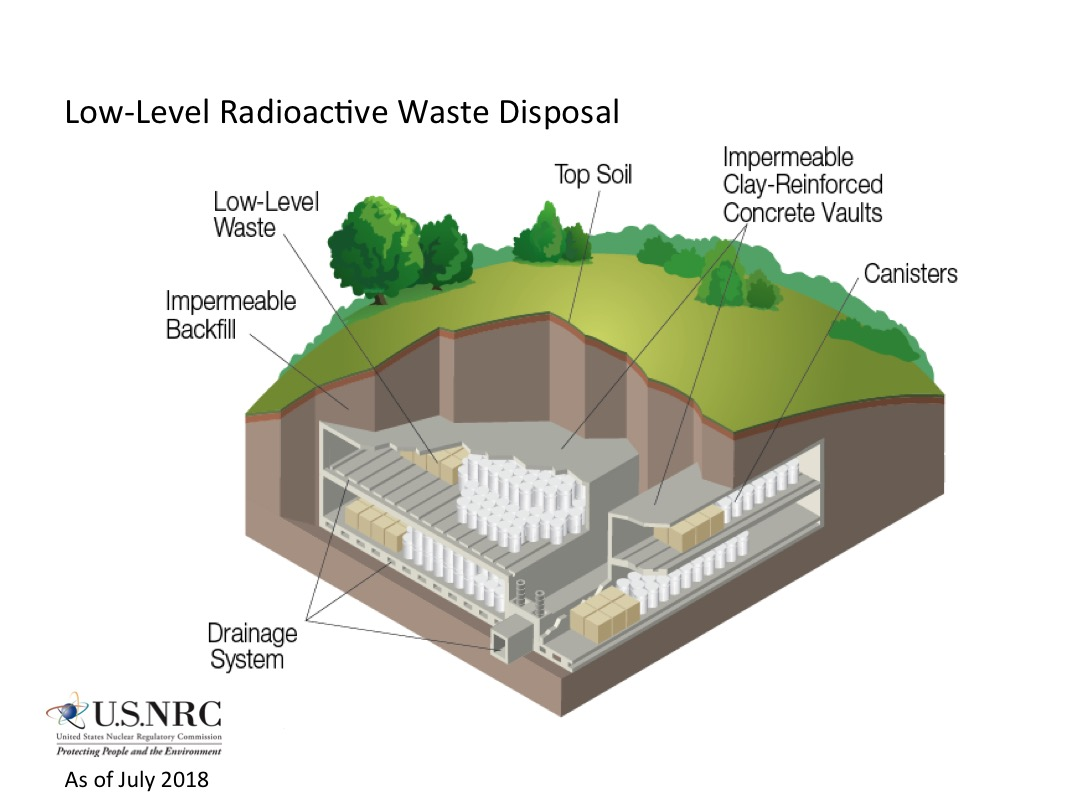
Diagram of an underground low-level radioactive waste disposal site

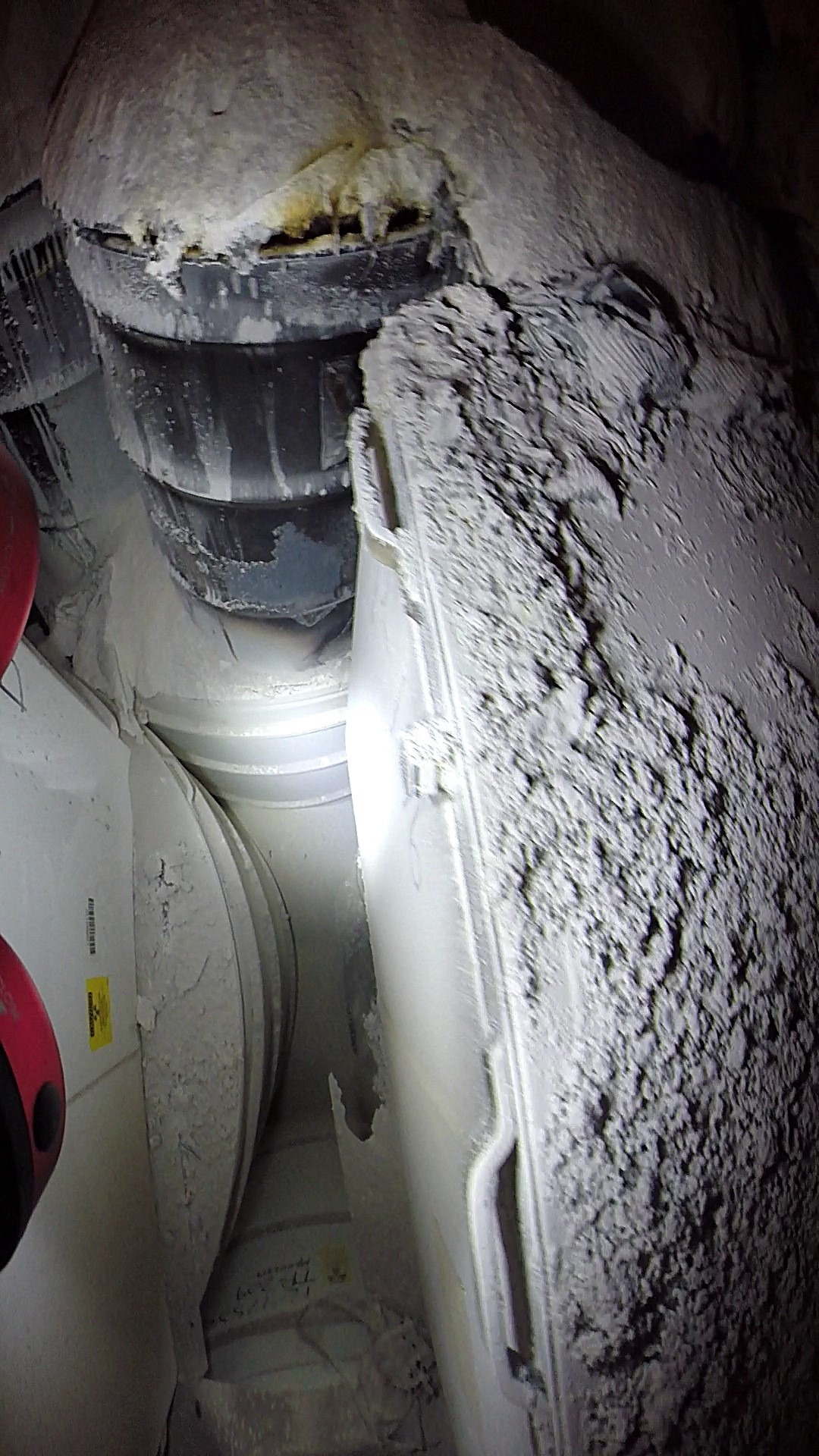
Ngày 14 tháng 2 năm 2014, vật liệu phóng xạ tại Nhà máy Thí điểm Cô lập Chất thải rò rỉ từ một cái trống bị hư do dùng sai vật liệu đóng gói. Phân tích cho thấy nhà máy thiếu "văn hóa an toàn lao động" do quá trình hoạt động hiệu quả suốt 15 năm đã gây nên sự chủ quan.

Quá trình chọn lựa kho chứa địa chất sâu cho chất thải cấp cao và nhiên liệu đã qua sử dụng đang được thực hiện ở một số quốc gia và dự kiến sẽ được đưa vào hoạt động lần đầu vào khoảng sau năm 2010. Ý tưởng chính là tìm một khu vực địa chất lớn, ổn định và dùng công nghệ đào mỏ để tạo một đường hầm, hoặc một máy khoan đường hầm (giống những cái dùng để xây dựng Đường hầm eo biển Manche) để khoan một lỗ sâu 500 mét (1.600 ft) đến 1.000 mét (3.300 ft) dưới bề mặt nơi phòng kho có thể được tạo ra để bỏ chất thải phóng xạ cấp cao. Mục đích là cách ly hoàn toàn chất thải hạt nhân khỏi môi trường sống của con người.
Do một số chất phóng xạ có chu kỳ bán rã dài hơn một triệu năm, ngay cả rò rỉ thùng chứa hay tỉ lệ dịch chuyển hạt nhân phóng xạ nhỏ nhất cũng phải được tính đến. Ngoài ra, một số chất phóng xạ có thể cần hơn một chu kỳ bán rã trước khi tính phóng xạ giảm xuống mức an toàn cho sinh vật. Một đánh giá năm 1980 của Chương trình xử lý chất thải phóng xạ bởi Viện Khoa học Quốc gia Thụy Điển cho thấy xấp xỉ cần khoảng vài trăm ngàn năm—có thể lên đến một triệu năm—để cách ly chất thải hoàn toàn.
Dữ liệu hàm lượng oxy trong giai đoạn dài 25 năm cho thấy những vùng nước sâu ở Bắc Đại Tây Dương không tương tác với vùn nước nông trong khoảng 140 năm, dẫn đến ý kiến về việc chôn chất thải phóng xạ dưới dáy đại dương. Chúng bao gồm chôn lấp dưới một đồng bằng biển thẳm ổn định, chôn dưới một vùng hút chìm để nó từ từ mang chất thải xuống quyển manti, và chôn lấp dưới một hòn đảo cô lập, tự nhiên hoặc nhân tạo.
Tuy những phương pháp này đều có ưu điểm và góp phần trong nỗ lực quốc tế trong việc xử lý chất thải phóng xạ, chúng cần sự sửa đổi bổ sung của Công ước Liên Hợp Quốc về Luật biển. Điều 1 (Định nghĩa), số 7, Dự thảo 1996 của Công Ước về Phòng Ngừa Ô Nhiễm Biển bằng việc Thải Chất Thải và Các Chất Khác (Công Ước Thải Bỏ Luân Đôn), ghi rằng:
""Biển" gồm tất cả vùng nước ngoại trừ những vùng nước nội địa của các Quốc gia, cũng như đáy biển và lớp đất bên dưới; nó không bao gồm những khu vực dưới đáy đại dương chỉ có thể đến từ đất liền."
Phương pháp thải bỏ chất thải ở vùng hút chìm lục địa loại bỏ chất thải tại một vùng hút chìm từ đất liền nên không vi phạm các quy định quốc tế. Đây được coi là phương pháp xử lý chất thải phóng xạkhả thi nhất, và là công nghệ xử lý chất thải hạt nhân tiên tiến nhất trước năm 2001.
Một hướng đi khác có tên Remix & Return trộn chất thải cấp cao với mỏ urani cùng đuôi quặng cối xay cho đến khi đạt được mức phóng xạ của ban đầu của quặng urani, rồi thay nó cho các mỏ urani không hoạt động. Việc này giúp tạo thêm việc làm cho các thợ mỏ đồng thời xử lý, và tạo điều kiện cho một chu trình từ đầu đến cuối cho vật liệu phóng xạ, nhưng lại không thích hợp với nhiên liệu hạt nhân đã qua sử dụng chưa được tái xử lý do có chứa những nguyên tố phóng xạ rất độc như plutoni.
Bỏ trong lỗ khoan sâu đặt chất thải phóng xạ sâu tới 5 km (3,1 dặm) dưới bề mặt trái Đất và dựa vào lá chắn địa chất khổng lồ này để biệt lập chất thải an toàn và vĩnh viễn để nó không gây hại đến môi trường. Vỏ Trái Đất chứa 120 nghìn tỷ tấn thori và 40 nghìn tỷ tấn urani (chủ yếu là các dấu vết có nồng độ vài phần triệu trong lớp vỏ nặng 3 × 1019 tấn), cùng với nhiều nguyên tố phóng xạ khác. Do tỉ lệ hạt nhân phân rã trong một đơn vị thời gian tỉ lệ nghịch với chu kỳ bán rã của đồng vị đó, cường độ phóng xạ của các hạt nhân phóng xạ do con người tạo ra (hàng nghìn tấn thay vì hàng nghìn tỷ tấn) sẽ giảm dần khi các đồng vị phóng xạ, với chu kỳ bán rã ngắn hơn đa số các đồng vị phóng xạ trong tự nhiên, phân rã.
Tháng 1 năm 2013, hội đồng hạt Cumbria bác bỏ đề xuất của chính phủ Anh về việc xây dựng một bãi chứa chất thải hạt nhân dưới lòng đất gần Vườn quốc gia Lake District. Ed Davey, Bộ trưởng Bộ Năng lượng, nói: "Đối với bất kỳ cộng đồng nào, sẽ có những lợi ích chung to lớn và đáng giá hàng trăm tiệu bảng", tuy nhiên, đại diện của địa phương bỏ phiếu 7–3 chống lại việc tiếp tục nghiên cứu, sau khi có bằng chứng của các nhà địa chất độc lập cho rằng "Địa tầng gấp khúc của hạt không đáng tin cậy trong việc để những chất nguy hiểm và những mối nguy kéo dài hàng ngàn năm."

#### Biến tố
Có nhiều đề xuất về những lò phản ứng tiêu thụ chất thải hạt nhân và biến đổi nó thành những dạng chất thải khác ít nguy hiểm hoặc tuổi thọ ngắn hơn. Cụ thể, Lò phản ứng tích hợp nhanh là một lò phản ứng được cho là dùng chu trình nhiên liệu hạt nhân mà không tạo ra chất thải siêu urani, thậm chí có thể tiêu thụ chúng. Mặc dù đã được thử nghiệm trên quy mô lớn, nhưng dự án đã bị chính phủ Hoa Kỳ hủy bỏ. Một hướng đi khác, được xem là an toàn hơn nhưng cần phát triển thêm, là dùng các lò phản ứng subcritical để biến tố phần chất thải siêu urani sót lại.
Một đồng vị có trong chất thải phóng xạ và đáng lo ngại về khả năng lan rộng là Pu-239. Lượng plutoni lớn này được tạo ra trong những lò phản ứng chạy urani và trong quá trình tái xử lý plutoni cho vũ khí trong các chương trình quân sự. Một giải pháp để loại bỏ plutoni là sử dụng nó làm nhiên liệu cho Lò phản ứng Nước Nhẹ truyền thống (LWR). Một vài loại nhiên liệu với các hiệu quả loại bỏ plutoni khác nhau đang được nghiên cứu.
Biến tố bị cấm ở Mỹ từ tháng 4 năm 1971 bởi Tổng thống Carter do mối nguy của việc plutoni lan rộng, nhưng Tổng thống Reagan dỡ bỏ lệnh cấm năm 1981. Vì những thiệt hại và rủi ro kinh tế, việc xây dựng nhà máy tái xử lý không được tiếp tục trong thời gian này. Tuy nhiên, nghiên cứu về phương pháp này tiếp tục ở châu Âu do nhu cầu năng lượng cao, trong đó là dự án một lò phản ứng hạt nhân thực tế mang tên Myrrha có thể biến tố được. Một chương trình nghiên cứu khác mang tên ACTINET đã được Liên minh châu Âu bắt đầu để thực hiện biến tố trên quy mô công nghiệp. Theo Quan Hệ Đối Tác Năng lượng Hạt Nhân Toàn Cầu (GNEP) của Tổng thống Bush năm 2007, Hoa Kỳ hiện đang khuyến khích nghiên cứu về công nghệ biến tố cần để giải quyết vấn đề xử lý chất thải hạt nhân.
Đã có một số nghiên cứu lý thuyết sử dụng lò phản ứng nhiệt hạch để "đốt actini", với một plasma lò phản ứng nhiệt hạch như trong tokamak, có thể được "kích thích" bằng một lượng nhỏ nguyên tử siêu urani và biến tố chúng (tức hợp hạch trong trường hợp các actini) thành những nguyên tố nhẹ hơn sau khi liên tục bị neutron năng lượng cao, tạo ra trong quá trình hợp hạch deuteri và triti trong lò phản ứng, dội vào. Một nghiên cứu tại MIT cho thấy chỉ cần 2 hay 3 lò phản ứng nhiệt hạch với thông số tương tự ITER là có thể biến tố toàn bộ lượng "tiểu actini" (actini dùng trong nhiên liệu hạt nhân trừ plutoni và urani) hàng năm từ những lò phản ứng nước nhẹ hiện đang hoạt động tại Mỹ đồng thời tạo ra khoảng 1 gigawatt năng lượng từ mỗi lò phản ứng.

#### Tái sử dụng
Một giải pháp khác là tìm cách dùng những đồng vị trong chất thải hạt nhân để tái sử dụng chúng.

Hiện, Caesi-137, stronti-90 và một số đồng vị khác được chiết cho một số ứng dụng công nghiệp như chiếu xạ thực phẩm và máy phát nhiệt điện đồng vị phóng xạ. Tuy tái sử dụng không hoàn toàn loại bỏ nhu cầu quản lý các chất phóng xạ, nó có thể làm giảm đáng kể lượng phóng xạ thải ra.
Phương Pháp Sản Xuất Hydrocarbon Bằng Hạt Nhân,, là một phương pháp chứa tạm thời hay vĩnh viễn chất thải hạt nhân bằng cách để chất thải vào một hay nhiều kho hay lỗ khoan xây trong một hệ thống dầu phi truyền thống. Nhiệt của vật liệu thải làm biến đổi tính chất hóa học và/hoặc tính chất vật lý của vật liệu hydrocarbon trong hệ thống ngầm này để có thể loại bỏ vật liệu đã bị biến đổi này. Tính phóng xạ của chất thải phóng xạ cấp cao cho phép sự chống phổ biến plutoni đặt ở ngoại vi kho hoặc phần sâu nhất của lỗ khoan.
Lò phản ứng sinh sản (lò phản ứng tạo ra nhiều vật liệu phân hạch hơn lượng tiêu thụ) có thể chạy bằng U-238 và các nguyên tố siêu urani, thứ chiếm hầu hết lượng phóng xạ của nhiên liệu đã qua sử dụng trong khoảng thời gian 1.000–100.000 năm.

#### Bỏ ngoài không gian
Việc bỏ ngoài vũ trụ rất hấp dẫn vì loại bỏ chất thải khỏi Trái Đất. Tuy nhiên, nó có một số hạn chế nhất định như khả năng thất bại của tên lửa đẩy, có thể làm chất phóng xạ lan rộng khắp bầu khí quyển và toàn thế giới. Cần phải có nhiều lần phóng vì không tên lửa đơn lẻ nào có thể mang nhiều chất thải so với lượng thải ra. Điều này khiến giải pháp vô cùng đắt đỏ và làm tăng nguy cơ của một vụ phóng thất bại.
Hơn thế nữa, cần phải đạt được thỏa thuận quốc tế về quy định và cách tổ chức một chương trình như thế.
Giá thành cao và độ tin cậy thấp của các hệ thống phóng tên lửa vào không gian trở thành một động lực cho những hệ thống không dùng tên lửa như mass driver, thang máy vũ trụ và những giải pháp khác.

### Kế hoạch xử lý cấp quốc gia
Thụy Điển và Phần Lan hiện đang tiến xa nhất trong việc nghiên cứu một công nghệ xử lý nhất định, trong khi nhiều nước khác tái xử lý nhiên liệu hoặc ký hợp đồng với Pháp hay Anh làm giúp họ và lấy lại plutoni và chất thải cấp cao thành phẩm. "Một lượng lớn plutoni tồn đọng từ tái xử lý đang tăng dần ở nhiều quốc gia... Tính kinh tế của việc tái xử lý là câu hỏi lớn trong bối cảnh urani rất rẻ hiện nay."
Tại nhiều nuốc châu Âu (như Anh, Phần Lan, Hà Lan, Thụy Điển và Thụy Sĩ) nguy cơ hay giới hạn liều lượng của một người bình thường bị chiếu xạ từ một cơ sở chất thải hạt nhân cấp cao trong tương lai nghiêm ngặt hơn nhiều so với tiêu chuẩn của Ủy ban Quốc tế về Bảo vệ Phóng xạ (ICRP) hay ở Mỹ. Giới hạn ở châu Âu thường chặt hơn tiêu chuẩn được đề xuất năm 1990 bởi ICRP gấp 20 lần, và gấp 10 lần so với tiêu chuẩn đề ra bởi Cục Bảo vệ Môi sinh Hoa Kỳ (EPA) cho Kho chứa chất thải hạt nhân núi Yucca trong 10.000 năm sau khi đóng cửa.
Quy định của EPA cho thời gian sau 10.000 năm lỏng hơn 250 lần giới hạn của châu Âu. EPA đề xuất một giới hạn pháp lý tối đa là 3.5 milisievert trên mỗi người trong một năm sau 10.000 năm, mặc dù Bộ Năng lượng Hoa Kỳ (DOE) dự đoán rằng liều thực tế sẽ thấp hơn rất nhiều. Hàng nghìn năm sau, khi hầu hết hạt nhân phóng xạ với chu kỳ bán rã ngắn đã phân rã hết, chôn chất thải hạt nhân sẽ làm tăng tính phóng xạ của 2.000 foot (610 m) đất đá ở Mỹ (rộng gần 10 triệu km²) khoảng 1 phần 1 triệu trên tổng khối lượng chất phóng xạ tự nhiên có trong thể tích đó, nhưng những khu vực lân cận của kho chứa đó sẽ có mức tập trung chất phóng xạ nhân tạo cao hơn nhiều so với mức trung bình.

### Vứt bỏ trái phép
Các nhà chức trách Ý đang điều tra băng nhóm mafia 'Ndrangheta bị buộc tội vận chuyển và vứt bỏ trái phép chất thải hạt nhân. Theo một whistleblower, một quản lý của cơ quan nghiên cứu năng lượng quốc gia của Ý, Enea, đã trả tiền cho nhóm để vứt 600 thùng phuy chứa chất thải phóng xạ và độc hại từ Ý, Thụy Sĩ, Pháp, Đức và Mỹ, đến Somalia, nơi chất thải được chôn sau khi mua chuộc những chính quyền địa phương. Một số nhân viên cũ của Enea bị nghi ngờ đã trả tiền cho băng tội phạm để trốn tránh trách nhiệm trong những năm 1980 và 1990. Chuyến hàng đến Somalia tiếp tục trong thập kỷ 90, đồng thời 'Ndrangheta cho nổ tàu chở chất thải, gồm cả chất thải phóng xạ, khiến chúng chìm xuống đáy biển ngoài khơi Calabria. Theo nhóm hoạt động vì môi trường Legambiente, các cựu thành viên của 'Ndrangheta nói rằng họ được trả tiền để đắm chìm tày với chở vật liệu phóng xạ trong suốt 20 năm qua.

## Tai nạn
Một số vụ tai nạn đã xảy ra do chất thải phóng xạ không được vứt bỏ hợp lý, vỏ bảo vệ trong vận chuyển bị hư hỏng, hoặc đôi khi nó bị bỏ hay thậm chí là ăn trộm từ một cửa hàng chất thải. Tại Liên Xô, chất thải ở Hồ Karachay bị thổi bay khắp khu vực trong một cơn bão cát sau khi nước ở một phần hồ đã rút. Tại Bình nguyên Maxey, một cơ sở xử lý chất thải hạt nhân cấp thấp ở vùng trũng của Kentucky, những rãnh ngăn bị phủ đất thay vì thép hay xi măng và sụp khi mưa nặng hạt và làm ngập chúng. Nước đổ vào các rãnh này bị nhiễm phóng xạ và phải được xử lý tại chính cơ sở này. Trong những tai nạn chất thải phóng xạ khác, hồ hay ao với chất thải phỏng xạ thường tràn vào những con sông khi có bão lớn. Ở Ý, một số chỗ để chất thải hạt nhân thải chúng ra nước sông, làm ô nhiễm nguồn nước sinh hoạt của người dân. Tại Pháp, vào mùa hè năm 2008, nhiều tai nạn đã xảy ra; một trong số đó, ở nhày máy của Areva thuộc Tricastin, một số báo cáo cho rằng trong quá trình tháo nước, chất lỏng chứa urani chưa qua xử lý tràn ra khỏi một bể chứa lỗi và khoảng 75 kg vật liệu phóng xạ thấm vào đất và hai con sông gần đó; ở một vụ khác, hơn một trăm nhân viên bị nhiễm liều lượng phóng xạ thấp.
Việc thu lượm chất phóng xạ bỏ đi cũng là nguyên nhân cho một số vụ tai nạn ô nhiễm phóng xạ đã xảy ra, chủ yếu ở các quốc gia đang phát triển, nơi có quy định về hóa chất độc hại không quá nghiêm ngặt (đôi khi là nhận thức kém về phóng xạ và sự nguy hiểm của chúng) và có thị trường phế liệu và sắt vụn. Những kẻ đi gom và những người mua chúng thường không biết vật đó có phóng xạ hay không mà chọn dựa trên giá trị hay tính thẩm mỹ. Ngoài ra, sự thiếu trách nhiệm chủ sở hữu vật liệu phóng xạ, thường là bệnh viện, trường đại học hay quân đội, cũng như không có quy định về chất thải phóng xạ phóng xạ liên quan hay điều luật không được thi hành, trở thành những nguyên nhân của sự nhiễm xạ. Điển hình như một tai nạn do kim loại vụn phóng xạ bắt nguồn từ một bệnh viện tại Goiânia ở Brasil.
Những tai nạn vận chuyển có nhiên liệu hạt nhẫn đã dùng từ các nhà máy không có nhiều hậu quả nghiêm trọng nhờ độ bền của những bình chứa chất phóng xạ.
Ngày 15 tháng 12 năm 2011, phát ngôn viên Osamu Fujimura của chính phủ Nhật Bản thừa nhận rằng có chất phóng xạ trong chất thải của những cơ sở hạt nhân tại Nhật. Tuy Nhật Bản đã cam kết năm 1977 sẽ điều tra theo như thỏa thuận với IAEA, các bản báo cáo bị giữ bị mật trước các điều tra viên của IAEA. Nhật Bản có thỏa luận với IAEA về lượng urani và plutoni giàu rất lớn, phát hiện trong chất thải hạt nhân bị bỏ đi từ những nhà máy này. Tại buổi họp báo Fujimura nói rằng: "Dựa trên những cuộc điều tra đã có, hầu hết các hợp chất hạt nhân đều đã được xử lý đúng cách, và từ góc nhìn đó, không có vấn đề gì trong công tác bảo đảm an toàn." Nhưng theo ông ta, vấn đề này vẫn đang trong quá trình điều tra vào thời điểm đó.

## Những dấu hiệu cảnh báo liên quan

Biểu tượng hình ba lá dùng để chỉ phóng xạ ion hóa.
Cảnh báo nguy hiểm phóng xạ của ISO 2007 cho những nguồn nhóm 1, 2 theo IAEA được coi là có thể gây tử vong hoặc thương tích nghiêm trọng.[109]
Dấu hiệu phân loại vận chuyển hàng hóa nguy hiểm cho vật liệu phóng xạ.